# Shaktipat
Shaktipat ou Shaktinipata é um termo em Sânscrito que se refere a um ato de um guru ou professor espiritual conferida por um forma de poder espiritual ou despertamento sobre um discípulo/estudante. "Shakti" se traduz como energia e "pat" como toque. Shaktipat pode ser feita por um mestre iluminado ou pela transmissão  da palavra sagrada ou mantra, um olhar, um pensamento ou pelo toque.  O toque é normalmente feito no ajna chakra ou terceiro olho do discípulo.
As escolas de yoga em que os gurus realizam a pratica de shaktipat incluem:
- Siddha Yoga. Neste tipo de yoga, um professor transmite a sua energia espiritual ao buscador pelo métodos mencionados acima.

- Bhakti Yoga, O yoga da devoção.

- Maha Yoga, um escola que usa o shaktipat como sua principal ferramenta de libertação espiritual. Em algumas tradições, a iniciação no Maha Yoga consiste normnalmente de  3 dias completos recebendo o shaktipat, seguidos de meditação com o  guru.  Gurus destas linhagens realizam o Shatipat durante uma cerimônia que dura apenas algumas horas.

A autora Barbara Brennan no livro Hands of Light descrive o shaktipat como a projeção da "aura" do guru sobre o discípulo, pela qual o discípulo adquire o mesmo estado mental do guru, sendo importância capital o alto nível espiritual do guru. O fenômeno psicológico do erguer da kundalini naturalmente se manifesta.
Literatura Comparativas do professor Paul Zweig descrevem a sua experiência ao receber o Shaktipat deSwami Muktananda, publicado na antologia Kundalini, Evolution, and Enlightenment de John White, editor, (ISBN 1-55778-303-9).
Gurus atuais que tenham realizado o shaktipat incluem: Mata Amritanandamayi, Adi Da, Shri Anandi Ma e Swami Nardanand.

## Referencias
1. 1 2  Griffin, Mark (2 de janeiro de 2012). Shaktipat: The Doorway to Enlightenment (em inglês). [S.l.]: Hard Light Publishing
2. ↑  Tirth, Swami Shivom (1985). A Guide to Shaktipat (em inglês). [S.l.]: Devatma Shakti Society